# U18-Världsmästerskapet i ishockey för damer 2012
U18-Världsmästerskapet i ishockey för damer 2012 var det femte U18-Världsmästerskapet i ishockey för damer. Toppdivisionen avgjordes i Přerov och Zlín, Tjeckien mellan 31 december 2011 och 7 januari 2012.
VM i de lägre divisionerna avgjordes på andra orter och under andra speldagar. 
- Division I Kval i Asiago, Italien, under perioden 29 november–4 december 2011.
- Division I i Tromsø, Norge, under perioden 29 december 2011-4 januari 2012.

Det var första gången som mästerskapet innehöll tre divisioner istället för två.

## Slutställning
| Toppdivisionen | Toppdivisionen | Toppdivisionen |
| -------------- | -------------- | -------------- |
| Guld           | Kanada         |                |
| Silver         | USA            |                |
| Brons          | Sverige        |                |
| 4.             | Tyskland       |                |
| 5.             | Finland        |                |
| 6.             | Tjeckien       |                |
| 7.             | Ryssland       |                |
| 8.             | Schweiz        |                |

| Division I | Division I     |
| ---------- | -------------- |
| 9.         | Ungern         |
| 10.        | Österrike      |
| 11.        | Japan          |
| 12.        | Norge          |
| 13.        | Storbritannien |
| 14.        | Slovakien      |

| Utslagna ur Division I Kval | Utslagna ur Division I Kval | Utslagna ur Division I Kval |
| --------------------------- | --------------------------- | --------------------------- |
| 15.                         | Kina                        |                             |
| 16.                         | Italien                     |                             |
| 17.                         | Frankrike                   |                             |
| 18.                         | Kazakstan                   |                             |